# Andrzej Chachaj

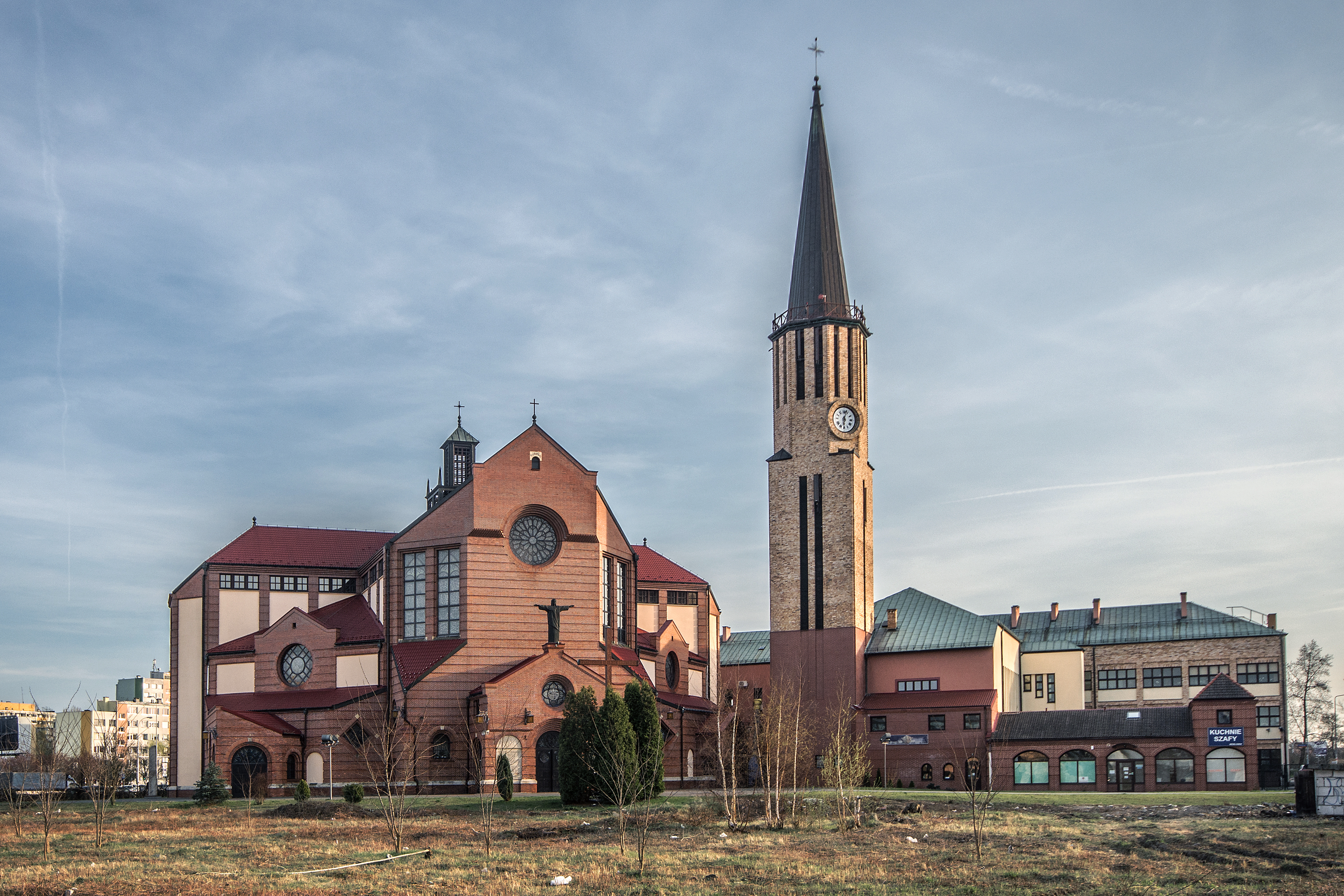
Kościół Maksymiliana Kolbego we Wrocławiu, zaprojektowany przez Andrzeja Chachaja

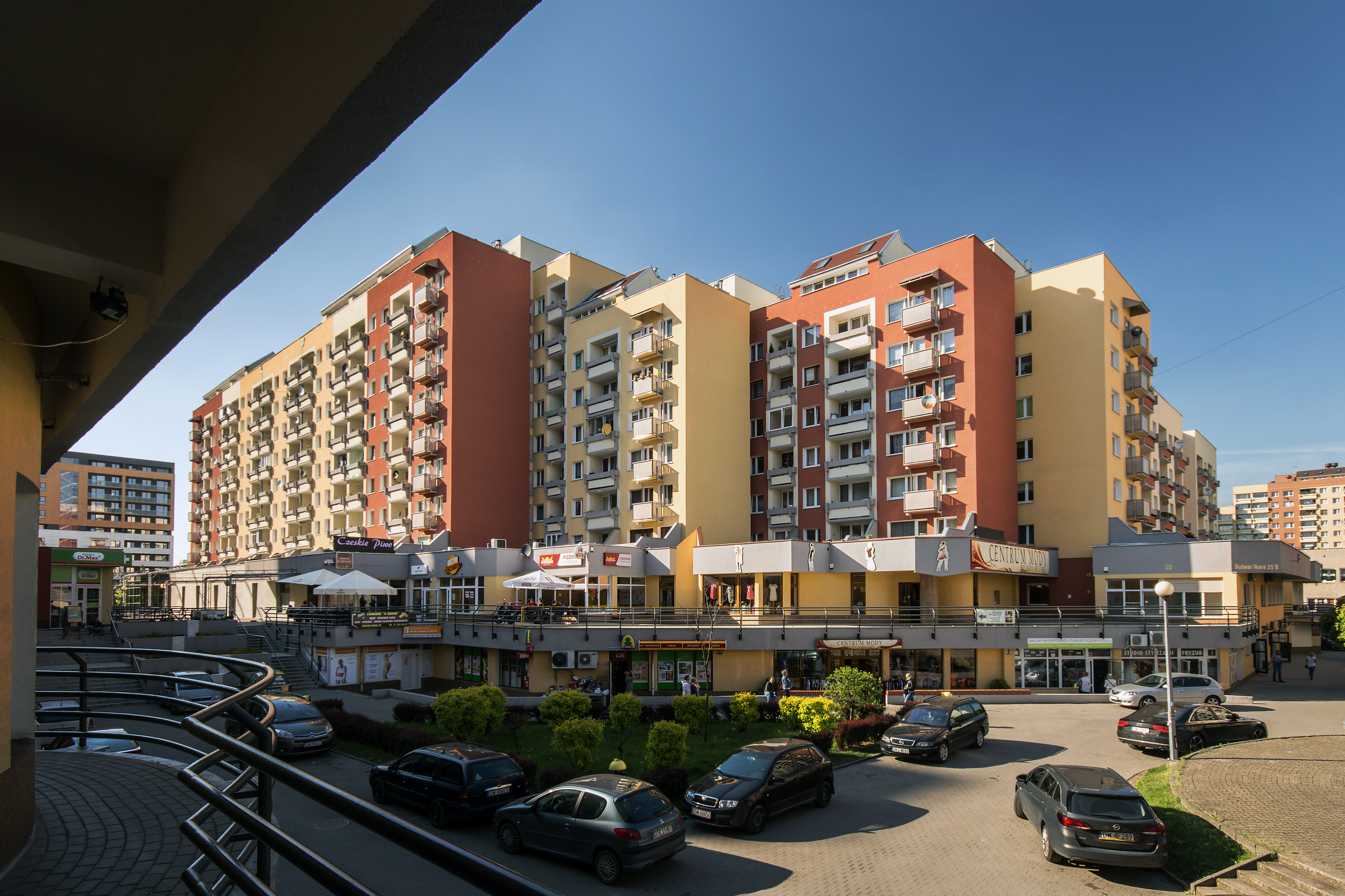
Osiedle Kosmonautów we Wrocławiu, zaprojektowane przez Andrzeja Chachaja

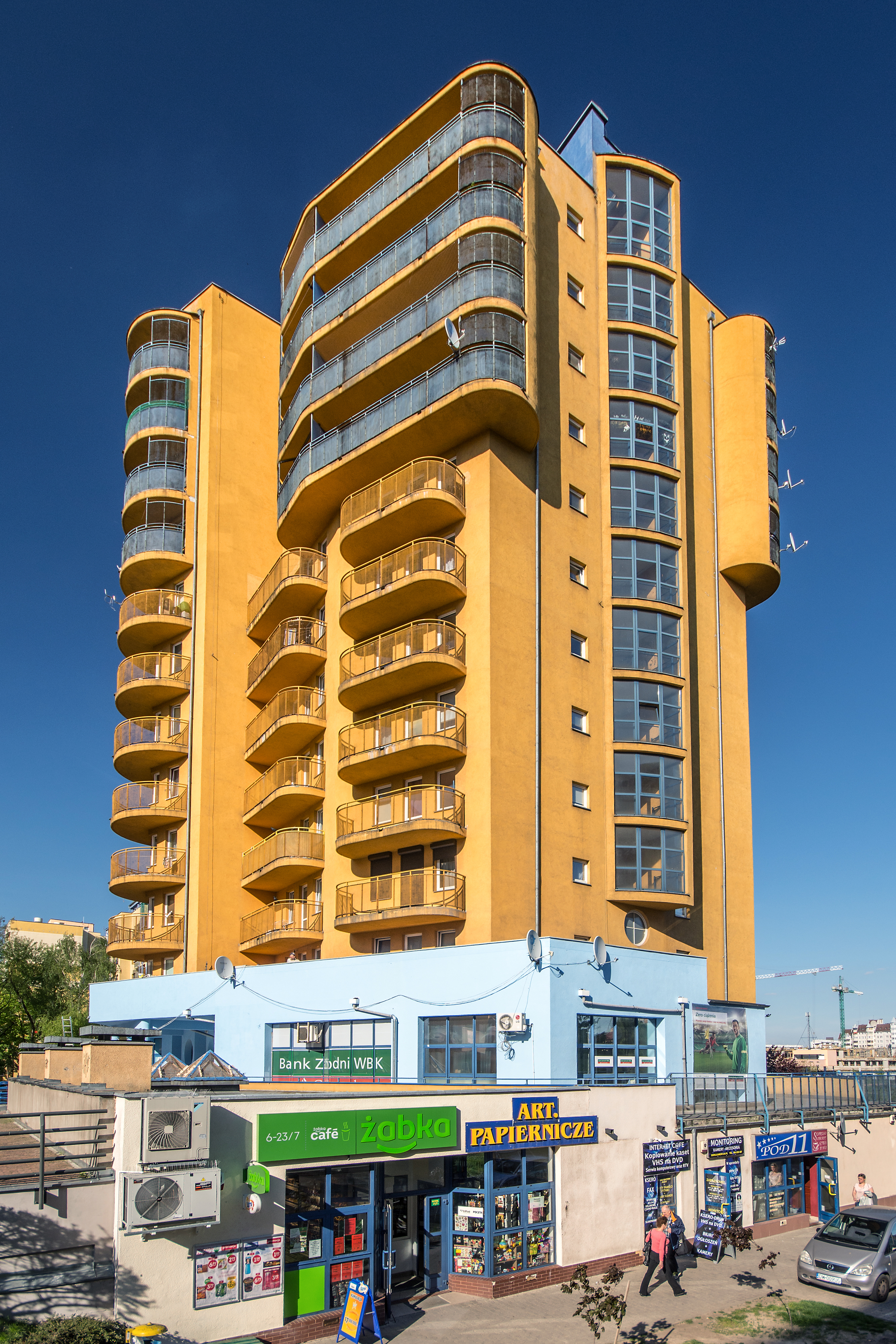
Wieżowiec na Osiedlu Kosmonautów

Andrzej Chachaj (ur. 24 czerwca 1946 r. w Walimiu, zm. 16 kwietnia 2000 r. we Wrocławiu) – polski architekt, urbanista, wykładowca akademicki, projektant wielu budynków we Wrocławiu.

## Życiorys
Andrzej Chachaj urodził się 24 czerwca 1946 roku w Walimiu, jako syn lekarza Władysława Chachaja. W latach 1964–1970 studiował na Wydziale Architektury Politechniki Wrocławskiej. W latach 1970–1973 był zatrudniony w Pracowni Urbanistycznej miasta Wrocławia, a następnie w latach 1973-1987 w Zakładzie Projektowania i Usług Inwestycyjnych Inwestprojekt we Wrocławiu. Od roku 1979 był pracownikiem dydaktycznym w Państwowej Wyższej Szkole Sztuk Plastycznych we Wrocławiu, gdzie prowadził wykłady dotyczące malarstwa i rzeźby w architekturze. Był pomysłodawcą i animatorem Galerii Jednego Projektu w Muzeum Architektury we Wrocławiu. W 1983 roku uzyskał status architekta twórcy. Zaprojektował wiele obiektów architektonicznych, takich jak: osiedla mieszkaniowe, budynki użyteczności publicznej, domy jednorodzinne i inne realizacje.

Zmarł 16 kwietnia 2000 roku we Wrocławiu i został pochowany na Cmentarzu Grabiszyńskim.

## Realizacje
Autor między innymi:
- Spółdzielczy Dom Handlowy Astra we Wrocławiu,
- Osiedle Kosmonautów we Wrocławiu,
- osiedle Muchobór Mały we Wrocławiu,
- dzielnica mieszkaniowa Gądów-Lotnisko we Wrocławiu - współautor Zbigniew Malinowski,
- kościół pw. Macierzyństwa Najświętszej Maryi Panny we Wrocławiu,
- zespół sakralny pw. Maksymiliana Kolbego na Osiedlu Kosmonautów we Wrocławiu,
- kryta pływalnia na Kozanowie, we Wrocławiu,
- kryty basen w Nowym Dworze, we Wrocławiu,
- centrum szybowcowe w Lesznie[3].

## Odznaczenia
- Srebrna Odznaka SARP (1975)[4],
- Brązowy Krzyż Zasługi (1978)[4].